# スパルタクス団蜂起

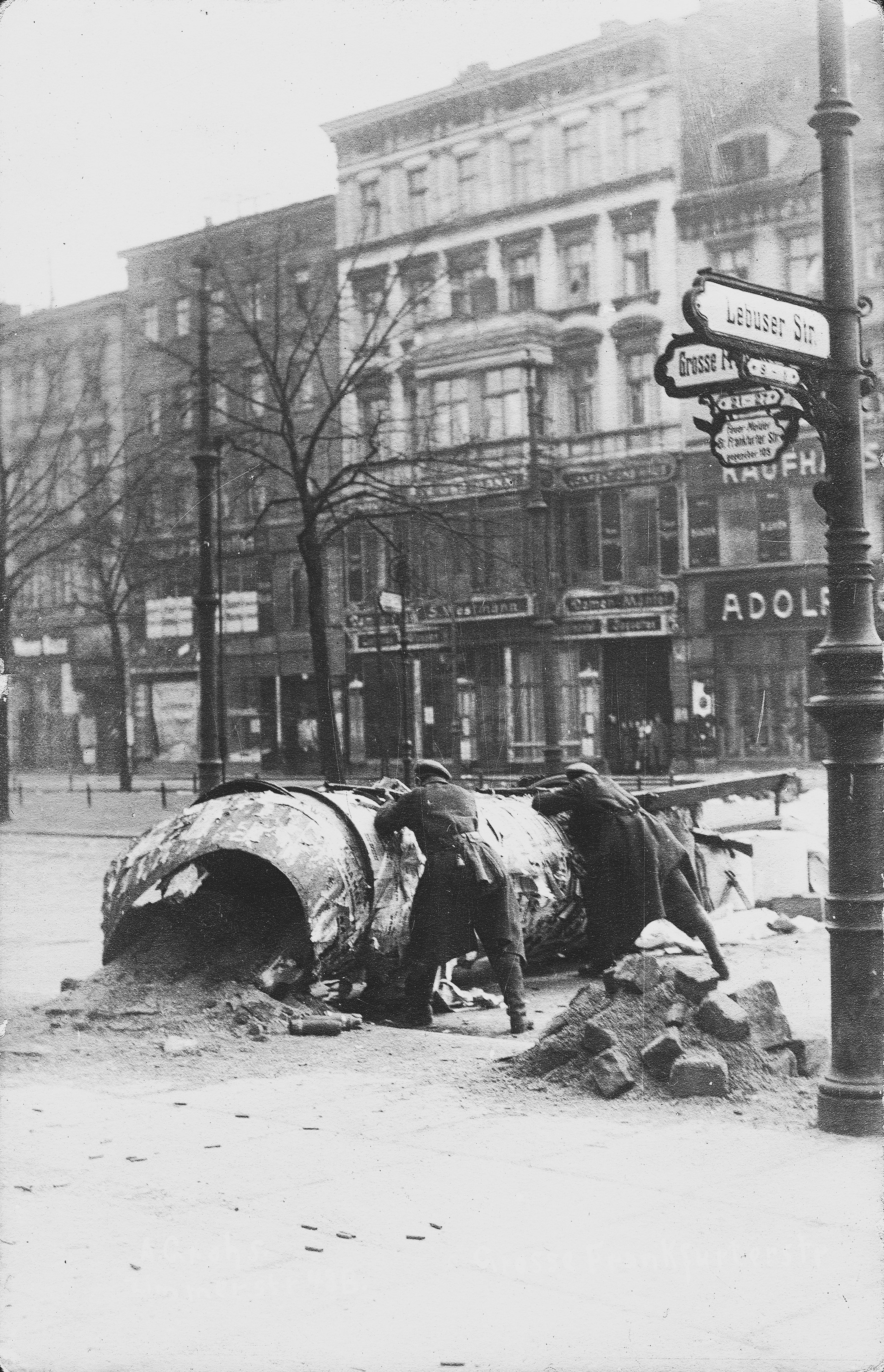
1919年1月：蜂起中、ベルリン市内に設置されたバリケード

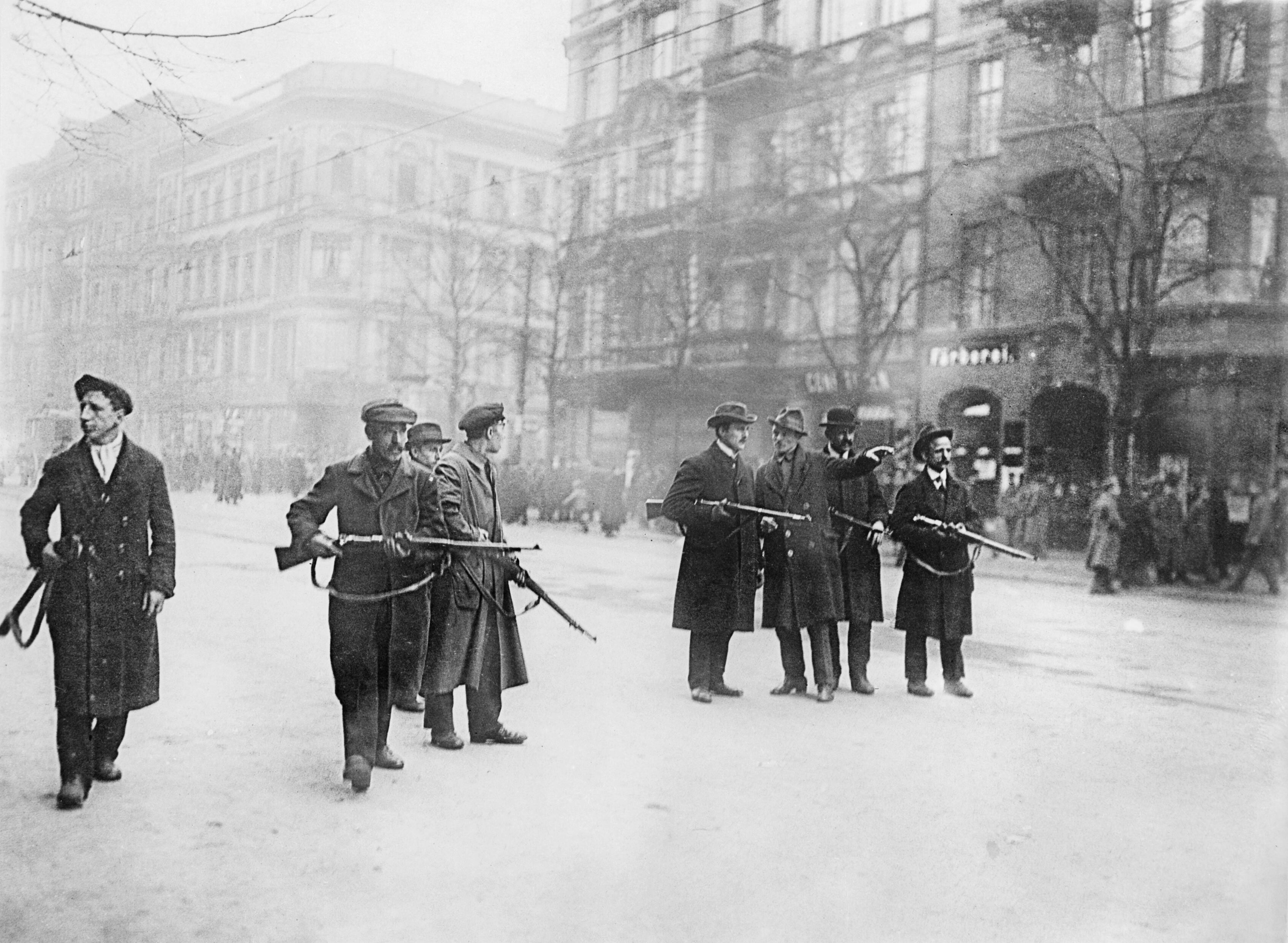
ベルリン市内で武装したスパルタクス団員（1919年）

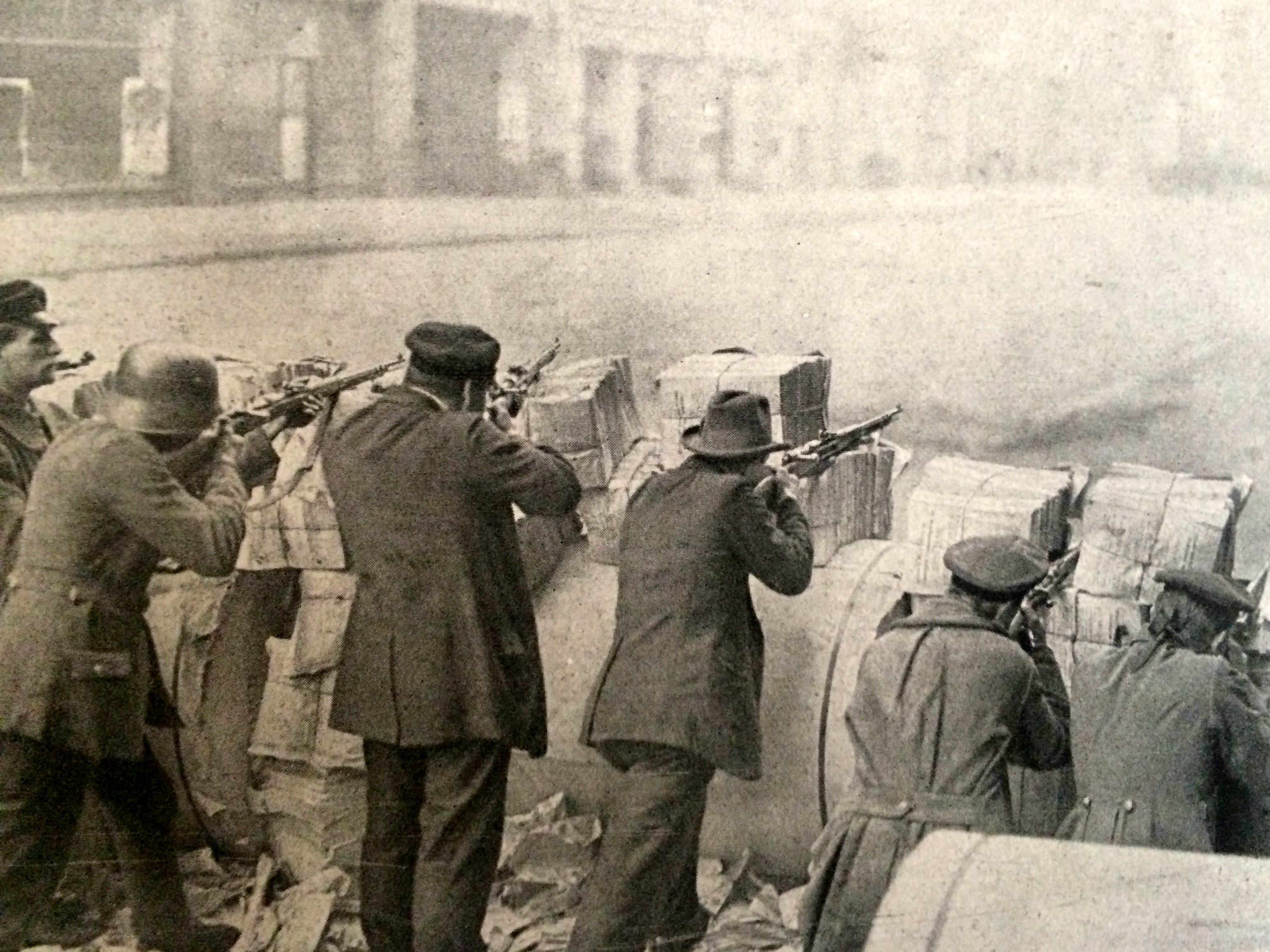
バリケードを利用して行われた銃撃戦（1919年1月12日）

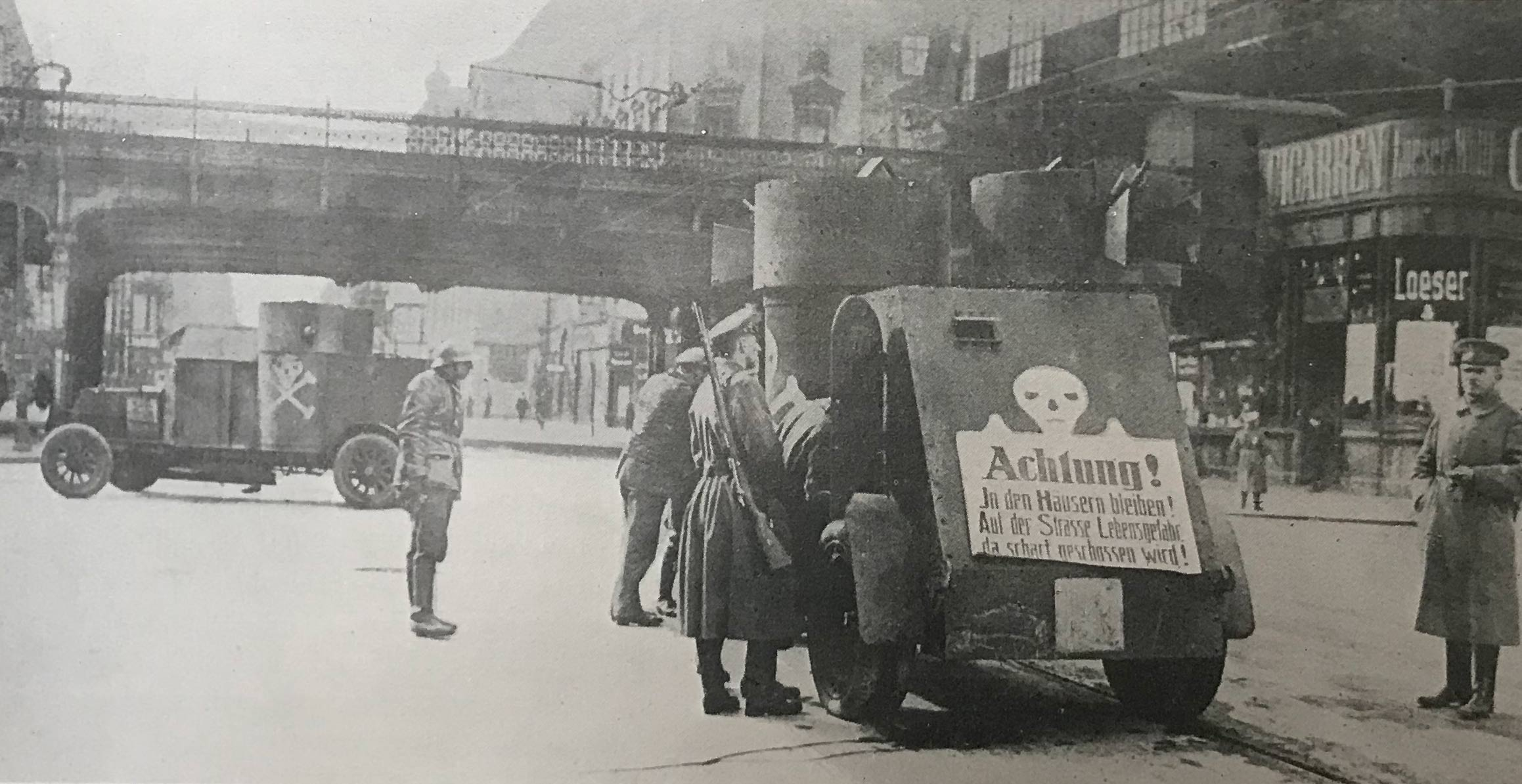
1919年1月、ベルリン市民あての「家に避難せよ。街路は銃撃により危険」の注意事項を貼り付けた鎮圧軍の装甲車

スパルタクス団蜂起（スパルタクスだんほうき、独: Spartakusaufstand）または1月蜂起（Januaraufstand）は、1919年1月5日から1月12日にかけてスパルタクス団と呼ばれる共産主義者によって主導された、ドイツ・ワイマール共和国政府に対する武装蜂起事件である。

## 経緯

### 背景
帝国崩壊後のドイツの統治は「人民の代理委員会」（Rat der Volksbeauftragten）が当たっていた。しかし1918年12月23日に左派の人民海兵団（Volksmarinedivision）の武装解除を発端とした暴動が発生し（人民海兵団事件）、12月29日にドイツ独立社会民主党（USPD）が委員会から離脱した。その後委員会の主導権を握ったのは、フリードリヒ・エーベルトを代表とする社会民主党（SPD）となった。12月30日にはスパルタクス団の主導によりドイツ共産党（KPD）が成立した。しかしUSPDの急進左派であり、スパルタクス団と近かった革命的オプロイテ（Revolutionäre Obleute）は合流しなかった。

### 発端
1919年1月5日、USPDの党員で唯一要職にあったベルリンの警察長官エミール・アイヒホルン（de）が委員会によって解任された。アイヒホルンは解任を拒否し、警察の建物に立て籠もった。スパルタクス団に率いられた武装した労働者が、ベルリンコッホシュトラーセの新聞社の編集事務所を閉鎖し、通信施設を占拠した上で、通りにバリケードを築いた。まもなく更に多くの労働者が加わり、SPDの機関紙「前進」（Vorwärts）の事務所などのベルリン中心部の新聞社街の通りを数箇所封鎖した。この新聞は9月初めからスパルタクス団を敵視する記事を印刷していた。

### 革命委員会
USPDとKPDの指導者は、まもなく労働者の運動を支持することを決定した。1月7日にこの週末にベルリンの下町に押し寄せた人々は、5万人に上るゼネストに発展した。しかし次の二日間でストの指導者、いわゆる『革命委員会』は続行方法を決定できなかった。武装闘争を主張する人がいれば、エーベルトとの対話を求める者がいた。いつ暴徒化するかしれない労働者達も武装したままビル街に居座っていた。
共産党の内部でさえ方針に対する意見の一致は見られなかった。ローザ・ルクセンブルクと違いカール・リープクネヒトはKPDがエーベルト政府打倒を計画する労働者階級と疎遠になることをおそれ、闘争を支持した。同時にKPD指導者数人がベルリンに駐屯する連隊、特に人民海兵団を自分達の側に引き寄せようとした。共産党は自らの武力を高めることで市街戦を防げると考えていた。しかし殆どの兵士が既に帰宅したり『人民の代理委員会』に忠誠を誓ったために失敗に終わった。

### 鎮圧

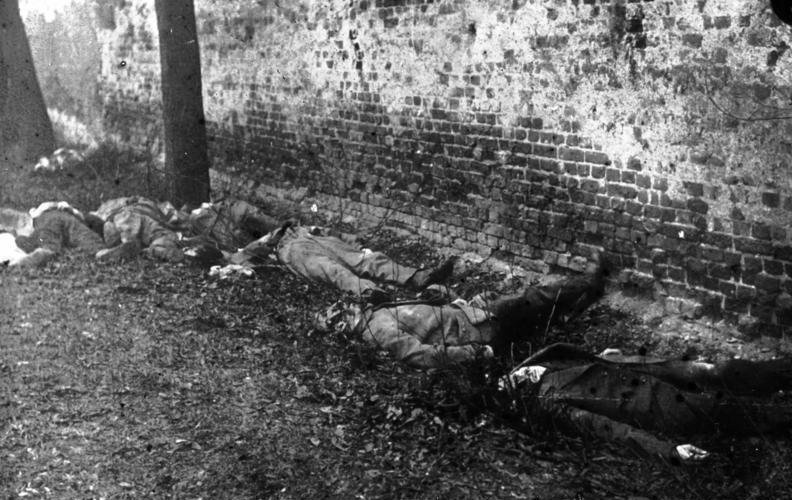
政府軍に射殺された革命軍兵士（1919年3月）

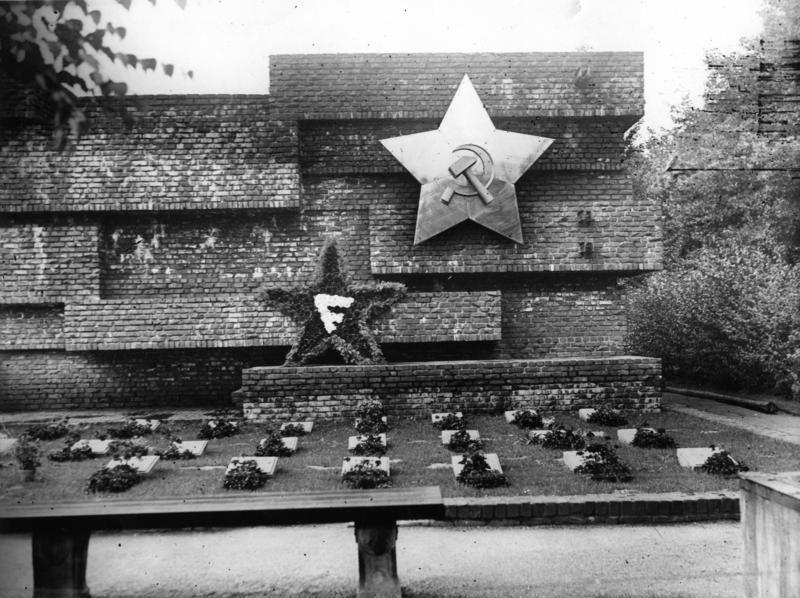
ミース・ファン・デル・ローエが設計したスパルタクス団蜂起の記念碑（Revolutionsdenkmal）。ナチスにより破壊され、現存しない

1月6日、エーベルトは国防大臣グスタフ・ノスケに最高指揮権を与え、武力鎮圧を決した。ノスケは『ドイツ義勇軍（フライコール）』の武力を用い、デモを鎮圧することを決めた。労働者は『Vorwärts』により発行される「Die Stunde der Abrechnung naht!」（決着の時が近付く!）と題するビラでこの事を知った。1月8日、USPDの右派がエーベルトと『革命委員会』の対話を仲介した。しかし交渉は決裂し、KPDは『革命委員会』を去った。その時『革命委員会』はSPDとの対話を止めた。スパルタクス団はその時党員に武装闘争に参加するよう求めた。しかし労働者の多くはスパルタクス団の計画性のなさに嫌気がさして帰宅していった。
同じ日、エーベルトはドイツ義勇軍に労働者への攻撃を命じた。義勇軍に参加していた元兵士らは依然として第一次世界大戦からの武装をしており、恐るべき優位に立っていた。彼らは労働者が占拠していた通りや建物を急速に奪還した。労働者の多くが降伏し、また多くの労働者が射殺された。数知れない市民もこの戦闘の巻き添えとなり死亡した。1月15日、リープクネヒトとルクセンブルクはドイツ義勇軍に捕らえられ、殺された。